# Charaxes kheili
Espèce
 Charaxes kheili  est une espèce de lépidoptères (papillons) appartenant à la famille des Nymphalidae, à la sous-famille des Charaxinae et au genre  Charaxes.

## Historique et dénomination
L'espèce  Charaxes kheili  a été décrite par le naturaliste allemand Otto Staudinger en 1896,.

## Description
Charaxes lemosi est un grand papillon de couleur marron avec deux queues aux postérieures, une bordure dorée et une tache bleue aux antérieures
Le revers est ocre clair.

## Biologie
Sa biologie est mal connue.

## Écologie et distribution
Il est uniquement présent en Afrique, au Cameroun, au Gabon et dans le sud-ouest du Zaïre.